# Ennearthron ondreji
Ennearthron ondreji là một loài bọ cánh cứng trong họ Ciidae. Loài này được Roubal miêu tả khoa học năm 1919.